# Tavistholmen, Borgå
Tavistholmen är en ö i Finland. Den ligger i Finska viken och i kommunen Borgå i den ekonomiska regionen  Borgå i landskapet Nyland, i den södra delen av landet. Ön ligger omkring 41 kilometer öster om Helsingfors. 
Öns area är 2,7 hektar och dess största längd är 280 meter i nord-sydlig riktning. I omgivningarna runt Tavistholmen växer i huvudsak blandskog. Runt Tavistholmen är det ganska tätbefolkat, med 67 invånare per kvadratkilometer. Närmaste större samhälle är Borgå, 8,7 km norr om Tavistholmen.